# Kompoziční šach
|   | a | b | c | d | e | f | g | h |   |
| 8 | d8 bílý věž · e7 černý pěšec · h6 bílý střelec · e5 černý pěšec · e4 černý král · g4 bílý pěšec · f2 bílý král | d8 bílý věž · e7 černý pěšec · h6 bílý střelec · e5 černý pěšec · e4 černý král · g4 bílý pěšec · f2 bílý král | d8 bílý věž · e7 černý pěšec · h6 bílý střelec · e5 černý pěšec · e4 černý král · g4 bílý pěšec · f2 bílý král | d8 bílý věž · e7 černý pěšec · h6 bílý střelec · e5 černý pěšec · e4 černý král · g4 bílý pěšec · f2 bílý král | d8 bílý věž · e7 černý pěšec · h6 bílý střelec · e5 černý pěšec · e4 černý král · g4 bílý pěšec · f2 bílý král | d8 bílý věž · e7 černý pěšec · h6 bílý střelec · e5 černý pěšec · e4 černý král · g4 bílý pěšec · f2 bílý král | d8 bílý věž · e7 černý pěšec · h6 bílý střelec · e5 černý pěšec · e4 černý král · g4 bílý pěšec · f2 bílý král | d8 bílý věž · e7 černý pěšec · h6 bílý střelec · e5 černý pěšec · e4 černý král · g4 bílý pěšec · f2 bílý král | 8 |
| 7 | d8 bílý věž · e7 černý pěšec · h6 bílý střelec · e5 černý pěšec · e4 černý král · g4 bílý pěšec · f2 bílý král | d8 bílý věž · e7 černý pěšec · h6 bílý střelec · e5 černý pěšec · e4 černý král · g4 bílý pěšec · f2 bílý král | d8 bílý věž · e7 černý pěšec · h6 bílý střelec · e5 černý pěšec · e4 černý král · g4 bílý pěšec · f2 bílý král | d8 bílý věž · e7 černý pěšec · h6 bílý střelec · e5 černý pěšec · e4 černý král · g4 bílý pěšec · f2 bílý král | d8 bílý věž · e7 černý pěšec · h6 bílý střelec · e5 černý pěšec · e4 černý král · g4 bílý pěšec · f2 bílý král | d8 bílý věž · e7 černý pěšec · h6 bílý střelec · e5 černý pěšec · e4 černý král · g4 bílý pěšec · f2 bílý král | d8 bílý věž · e7 černý pěšec · h6 bílý střelec · e5 černý pěšec · e4 černý král · g4 bílý pěšec · f2 bílý král | d8 bílý věž · e7 černý pěšec · h6 bílý střelec · e5 černý pěšec · e4 černý král · g4 bílý pěšec · f2 bílý král | 7 |
| 6 | d8 bílý věž · e7 černý pěšec · h6 bílý střelec · e5 černý pěšec · e4 černý král · g4 bílý pěšec · f2 bílý král | d8 bílý věž · e7 černý pěšec · h6 bílý střelec · e5 černý pěšec · e4 černý král · g4 bílý pěšec · f2 bílý král | d8 bílý věž · e7 černý pěšec · h6 bílý střelec · e5 černý pěšec · e4 černý král · g4 bílý pěšec · f2 bílý král | d8 bílý věž · e7 černý pěšec · h6 bílý střelec · e5 černý pěšec · e4 černý král · g4 bílý pěšec · f2 bílý král | d8 bílý věž · e7 černý pěšec · h6 bílý střelec · e5 černý pěšec · e4 černý král · g4 bílý pěšec · f2 bílý král | d8 bílý věž · e7 černý pěšec · h6 bílý střelec · e5 černý pěšec · e4 černý král · g4 bílý pěšec · f2 bílý král | d8 bílý věž · e7 černý pěšec · h6 bílý střelec · e5 černý pěšec · e4 černý král · g4 bílý pěšec · f2 bílý král | d8 bílý věž · e7 černý pěšec · h6 bílý střelec · e5 černý pěšec · e4 černý král · g4 bílý pěšec · f2 bílý král | 6 |
| 5 | d8 bílý věž · e7 černý pěšec · h6 bílý střelec · e5 černý pěšec · e4 černý král · g4 bílý pěšec · f2 bílý král | d8 bílý věž · e7 černý pěšec · h6 bílý střelec · e5 černý pěšec · e4 černý král · g4 bílý pěšec · f2 bílý král | d8 bílý věž · e7 černý pěšec · h6 bílý střelec · e5 černý pěšec · e4 černý král · g4 bílý pěšec · f2 bílý král | d8 bílý věž · e7 černý pěšec · h6 bílý střelec · e5 černý pěšec · e4 černý král · g4 bílý pěšec · f2 bílý král | d8 bílý věž · e7 černý pěšec · h6 bílý střelec · e5 černý pěšec · e4 černý král · g4 bílý pěšec · f2 bílý král | d8 bílý věž · e7 černý pěšec · h6 bílý střelec · e5 černý pěšec · e4 černý král · g4 bílý pěšec · f2 bílý král | d8 bílý věž · e7 černý pěšec · h6 bílý střelec · e5 černý pěšec · e4 černý král · g4 bílý pěšec · f2 bílý král | d8 bílý věž · e7 černý pěšec · h6 bílý střelec · e5 černý pěšec · e4 černý král · g4 bílý pěšec · f2 bílý král | 5 |
| 4 | d8 bílý věž · e7 černý pěšec · h6 bílý střelec · e5 černý pěšec · e4 černý král · g4 bílý pěšec · f2 bílý král | d8 bílý věž · e7 černý pěšec · h6 bílý střelec · e5 černý pěšec · e4 černý král · g4 bílý pěšec · f2 bílý král | d8 bílý věž · e7 černý pěšec · h6 bílý střelec · e5 černý pěšec · e4 černý král · g4 bílý pěšec · f2 bílý král | d8 bílý věž · e7 černý pěšec · h6 bílý střelec · e5 černý pěšec · e4 černý král · g4 bílý pěšec · f2 bílý král | d8 bílý věž · e7 černý pěšec · h6 bílý střelec · e5 černý pěšec · e4 černý král · g4 bílý pěšec · f2 bílý král | d8 bílý věž · e7 černý pěšec · h6 bílý střelec · e5 černý pěšec · e4 černý král · g4 bílý pěšec · f2 bílý král | d8 bílý věž · e7 černý pěšec · h6 bílý střelec · e5 černý pěšec · e4 černý král · g4 bílý pěšec · f2 bílý král | d8 bílý věž · e7 černý pěšec · h6 bílý střelec · e5 černý pěšec · e4 černý král · g4 bílý pěšec · f2 bílý král | 4 |
| 3 | d8 bílý věž · e7 černý pěšec · h6 bílý střelec · e5 černý pěšec · e4 černý král · g4 bílý pěšec · f2 bílý král | d8 bílý věž · e7 černý pěšec · h6 bílý střelec · e5 černý pěšec · e4 černý král · g4 bílý pěšec · f2 bílý král | d8 bílý věž · e7 černý pěšec · h6 bílý střelec · e5 černý pěšec · e4 černý král · g4 bílý pěšec · f2 bílý král | d8 bílý věž · e7 černý pěšec · h6 bílý střelec · e5 černý pěšec · e4 černý král · g4 bílý pěšec · f2 bílý král | d8 bílý věž · e7 černý pěšec · h6 bílý střelec · e5 černý pěšec · e4 černý král · g4 bílý pěšec · f2 bílý král | d8 bílý věž · e7 černý pěšec · h6 bílý střelec · e5 černý pěšec · e4 černý král · g4 bílý pěšec · f2 bílý král | d8 bílý věž · e7 černý pěšec · h6 bílý střelec · e5 černý pěšec · e4 černý král · g4 bílý pěšec · f2 bílý král | d8 bílý věž · e7 černý pěšec · h6 bílý střelec · e5 černý pěšec · e4 černý král · g4 bílý pěšec · f2 bílý král | 3 |
| 2 | d8 bílý věž · e7 černý pěšec · h6 bílý střelec · e5 černý pěšec · e4 černý král · g4 bílý pěšec · f2 bílý král | d8 bílý věž · e7 černý pěšec · h6 bílý střelec · e5 černý pěšec · e4 černý král · g4 bílý pěšec · f2 bílý král | d8 bílý věž · e7 černý pěšec · h6 bílý střelec · e5 černý pěšec · e4 černý král · g4 bílý pěšec · f2 bílý král | d8 bílý věž · e7 černý pěšec · h6 bílý střelec · e5 černý pěšec · e4 černý král · g4 bílý pěšec · f2 bílý král | d8 bílý věž · e7 černý pěšec · h6 bílý střelec · e5 černý pěšec · e4 černý král · g4 bílý pěšec · f2 bílý král | d8 bílý věž · e7 černý pěšec · h6 bílý střelec · e5 černý pěšec · e4 černý král · g4 bílý pěšec · f2 bílý král | d8 bílý věž · e7 černý pěšec · h6 bílý střelec · e5 černý pěšec · e4 černý král · g4 bílý pěšec · f2 bílý král | d8 bílý věž · e7 černý pěšec · h6 bílý střelec · e5 černý pěšec · e4 černý král · g4 bílý pěšec · f2 bílý král | 2 |
| 1 | d8 bílý věž · e7 černý pěšec · h6 bílý střelec · e5 černý pěšec · e4 černý král · g4 bílý pěšec · f2 bílý král | d8 bílý věž · e7 černý pěšec · h6 bílý střelec · e5 černý pěšec · e4 černý král · g4 bílý pěšec · f2 bílý král | d8 bílý věž · e7 černý pěšec · h6 bílý střelec · e5 černý pěšec · e4 černý král · g4 bílý pěšec · f2 bílý král | d8 bílý věž · e7 černý pěšec · h6 bílý střelec · e5 černý pěšec · e4 černý král · g4 bílý pěšec · f2 bílý král | d8 bílý věž · e7 černý pěšec · h6 bílý střelec · e5 černý pěšec · e4 černý král · g4 bílý pěšec · f2 bílý král | d8 bílý věž · e7 černý pěšec · h6 bílý střelec · e5 černý pěšec · e4 černý král · g4 bílý pěšec · f2 bílý král | d8 bílý věž · e7 černý pěšec · h6 bílý střelec · e5 černý pěšec · e4 černý král · g4 bílý pěšec · f2 bílý král | d8 bílý věž · e7 černý pěšec · h6 bílý střelec · e5 černý pěšec · e4 černý král · g4 bílý pěšec · f2 bílý král | 1 |
|   | a | b | c | d | e | f | g | h |   |

Slavný „Indický problém“: Bílý táhne a dá třetím tahem mat.
 Řešení viz 
|   | a | b | c | d | e | f | g | h |   |
| 8 | g8 bílý král · a7 černý pěšec · b7 bílý jezdec · e7 bílý věž · g7 bílý pěšec · h7 bílý dáma · a6 černý pěšec · a5 černý věž · d5 černý král · h5 černý věž · a4 bílý jezdec · d4 černý jezdec · b3 bílý pěšec · e3 černý pěšec · a2 bílý střelec · b2 bílý střelec · h2 černý pěšec · c1 bílý věž · d1 černý střelec · g1 černý střelec · h1 černý dáma | g8 bílý král · a7 černý pěšec · b7 bílý jezdec · e7 bílý věž · g7 bílý pěšec · h7 bílý dáma · a6 černý pěšec · a5 černý věž · d5 černý král · h5 černý věž · a4 bílý jezdec · d4 černý jezdec · b3 bílý pěšec · e3 černý pěšec · a2 bílý střelec · b2 bílý střelec · h2 černý pěšec · c1 bílý věž · d1 černý střelec · g1 černý střelec · h1 černý dáma | g8 bílý král · a7 černý pěšec · b7 bílý jezdec · e7 bílý věž · g7 bílý pěšec · h7 bílý dáma · a6 černý pěšec · a5 černý věž · d5 černý král · h5 černý věž · a4 bílý jezdec · d4 černý jezdec · b3 bílý pěšec · e3 černý pěšec · a2 bílý střelec · b2 bílý střelec · h2 černý pěšec · c1 bílý věž · d1 černý střelec · g1 černý střelec · h1 černý dáma | g8 bílý král · a7 černý pěšec · b7 bílý jezdec · e7 bílý věž · g7 bílý pěšec · h7 bílý dáma · a6 černý pěšec · a5 černý věž · d5 černý král · h5 černý věž · a4 bílý jezdec · d4 černý jezdec · b3 bílý pěšec · e3 černý pěšec · a2 bílý střelec · b2 bílý střelec · h2 černý pěšec · c1 bílý věž · d1 černý střelec · g1 černý střelec · h1 černý dáma | g8 bílý král · a7 černý pěšec · b7 bílý jezdec · e7 bílý věž · g7 bílý pěšec · h7 bílý dáma · a6 černý pěšec · a5 černý věž · d5 černý král · h5 černý věž · a4 bílý jezdec · d4 černý jezdec · b3 bílý pěšec · e3 černý pěšec · a2 bílý střelec · b2 bílý střelec · h2 černý pěšec · c1 bílý věž · d1 černý střelec · g1 černý střelec · h1 černý dáma | g8 bílý král · a7 černý pěšec · b7 bílý jezdec · e7 bílý věž · g7 bílý pěšec · h7 bílý dáma · a6 černý pěšec · a5 černý věž · d5 černý král · h5 černý věž · a4 bílý jezdec · d4 černý jezdec · b3 bílý pěšec · e3 černý pěšec · a2 bílý střelec · b2 bílý střelec · h2 černý pěšec · c1 bílý věž · d1 černý střelec · g1 černý střelec · h1 černý dáma | g8 bílý král · a7 černý pěšec · b7 bílý jezdec · e7 bílý věž · g7 bílý pěšec · h7 bílý dáma · a6 černý pěšec · a5 černý věž · d5 černý král · h5 černý věž · a4 bílý jezdec · d4 černý jezdec · b3 bílý pěšec · e3 černý pěšec · a2 bílý střelec · b2 bílý střelec · h2 černý pěšec · c1 bílý věž · d1 černý střelec · g1 černý střelec · h1 černý dáma | g8 bílý král · a7 černý pěšec · b7 bílý jezdec · e7 bílý věž · g7 bílý pěšec · h7 bílý dáma · a6 černý pěšec · a5 černý věž · d5 černý král · h5 černý věž · a4 bílý jezdec · d4 černý jezdec · b3 bílý pěšec · e3 černý pěšec · a2 bílý střelec · b2 bílý střelec · h2 černý pěšec · c1 bílý věž · d1 černý střelec · g1 černý střelec · h1 černý dáma | 8 |
| 7 | g8 bílý král · a7 černý pěšec · b7 bílý jezdec · e7 bílý věž · g7 bílý pěšec · h7 bílý dáma · a6 černý pěšec · a5 černý věž · d5 černý král · h5 černý věž · a4 bílý jezdec · d4 černý jezdec · b3 bílý pěšec · e3 černý pěšec · a2 bílý střelec · b2 bílý střelec · h2 černý pěšec · c1 bílý věž · d1 černý střelec · g1 černý střelec · h1 černý dáma | g8 bílý král · a7 černý pěšec · b7 bílý jezdec · e7 bílý věž · g7 bílý pěšec · h7 bílý dáma · a6 černý pěšec · a5 černý věž · d5 černý král · h5 černý věž · a4 bílý jezdec · d4 černý jezdec · b3 bílý pěšec · e3 černý pěšec · a2 bílý střelec · b2 bílý střelec · h2 černý pěšec · c1 bílý věž · d1 černý střelec · g1 černý střelec · h1 černý dáma | g8 bílý král · a7 černý pěšec · b7 bílý jezdec · e7 bílý věž · g7 bílý pěšec · h7 bílý dáma · a6 černý pěšec · a5 černý věž · d5 černý král · h5 černý věž · a4 bílý jezdec · d4 černý jezdec · b3 bílý pěšec · e3 černý pěšec · a2 bílý střelec · b2 bílý střelec · h2 černý pěšec · c1 bílý věž · d1 černý střelec · g1 černý střelec · h1 černý dáma | g8 bílý král · a7 černý pěšec · b7 bílý jezdec · e7 bílý věž · g7 bílý pěšec · h7 bílý dáma · a6 černý pěšec · a5 černý věž · d5 černý král · h5 černý věž · a4 bílý jezdec · d4 černý jezdec · b3 bílý pěšec · e3 černý pěšec · a2 bílý střelec · b2 bílý střelec · h2 černý pěšec · c1 bílý věž · d1 černý střelec · g1 černý střelec · h1 černý dáma | g8 bílý král · a7 černý pěšec · b7 bílý jezdec · e7 bílý věž · g7 bílý pěšec · h7 bílý dáma · a6 černý pěšec · a5 černý věž · d5 černý král · h5 černý věž · a4 bílý jezdec · d4 černý jezdec · b3 bílý pěšec · e3 černý pěšec · a2 bílý střelec · b2 bílý střelec · h2 černý pěšec · c1 bílý věž · d1 černý střelec · g1 černý střelec · h1 černý dáma | g8 bílý král · a7 černý pěšec · b7 bílý jezdec · e7 bílý věž · g7 bílý pěšec · h7 bílý dáma · a6 černý pěšec · a5 černý věž · d5 černý král · h5 černý věž · a4 bílý jezdec · d4 černý jezdec · b3 bílý pěšec · e3 černý pěšec · a2 bílý střelec · b2 bílý střelec · h2 černý pěšec · c1 bílý věž · d1 černý střelec · g1 černý střelec · h1 černý dáma | g8 bílý král · a7 černý pěšec · b7 bílý jezdec · e7 bílý věž · g7 bílý pěšec · h7 bílý dáma · a6 černý pěšec · a5 černý věž · d5 černý král · h5 černý věž · a4 bílý jezdec · d4 černý jezdec · b3 bílý pěšec · e3 černý pěšec · a2 bílý střelec · b2 bílý střelec · h2 černý pěšec · c1 bílý věž · d1 černý střelec · g1 černý střelec · h1 černý dáma | g8 bílý král · a7 černý pěšec · b7 bílý jezdec · e7 bílý věž · g7 bílý pěšec · h7 bílý dáma · a6 černý pěšec · a5 černý věž · d5 černý král · h5 černý věž · a4 bílý jezdec · d4 černý jezdec · b3 bílý pěšec · e3 černý pěšec · a2 bílý střelec · b2 bílý střelec · h2 černý pěšec · c1 bílý věž · d1 černý střelec · g1 černý střelec · h1 černý dáma | 7 |
| 6 | g8 bílý král · a7 černý pěšec · b7 bílý jezdec · e7 bílý věž · g7 bílý pěšec · h7 bílý dáma · a6 černý pěšec · a5 černý věž · d5 černý král · h5 černý věž · a4 bílý jezdec · d4 černý jezdec · b3 bílý pěšec · e3 černý pěšec · a2 bílý střelec · b2 bílý střelec · h2 černý pěšec · c1 bílý věž · d1 černý střelec · g1 černý střelec · h1 černý dáma | g8 bílý král · a7 černý pěšec · b7 bílý jezdec · e7 bílý věž · g7 bílý pěšec · h7 bílý dáma · a6 černý pěšec · a5 černý věž · d5 černý král · h5 černý věž · a4 bílý jezdec · d4 černý jezdec · b3 bílý pěšec · e3 černý pěšec · a2 bílý střelec · b2 bílý střelec · h2 černý pěšec · c1 bílý věž · d1 černý střelec · g1 černý střelec · h1 černý dáma | g8 bílý král · a7 černý pěšec · b7 bílý jezdec · e7 bílý věž · g7 bílý pěšec · h7 bílý dáma · a6 černý pěšec · a5 černý věž · d5 černý král · h5 černý věž · a4 bílý jezdec · d4 černý jezdec · b3 bílý pěšec · e3 černý pěšec · a2 bílý střelec · b2 bílý střelec · h2 černý pěšec · c1 bílý věž · d1 černý střelec · g1 černý střelec · h1 černý dáma | g8 bílý král · a7 černý pěšec · b7 bílý jezdec · e7 bílý věž · g7 bílý pěšec · h7 bílý dáma · a6 černý pěšec · a5 černý věž · d5 černý král · h5 černý věž · a4 bílý jezdec · d4 černý jezdec · b3 bílý pěšec · e3 černý pěšec · a2 bílý střelec · b2 bílý střelec · h2 černý pěšec · c1 bílý věž · d1 černý střelec · g1 černý střelec · h1 černý dáma | g8 bílý král · a7 černý pěšec · b7 bílý jezdec · e7 bílý věž · g7 bílý pěšec · h7 bílý dáma · a6 černý pěšec · a5 černý věž · d5 černý král · h5 černý věž · a4 bílý jezdec · d4 černý jezdec · b3 bílý pěšec · e3 černý pěšec · a2 bílý střelec · b2 bílý střelec · h2 černý pěšec · c1 bílý věž · d1 černý střelec · g1 černý střelec · h1 černý dáma | g8 bílý král · a7 černý pěšec · b7 bílý jezdec · e7 bílý věž · g7 bílý pěšec · h7 bílý dáma · a6 černý pěšec · a5 černý věž · d5 černý král · h5 černý věž · a4 bílý jezdec · d4 černý jezdec · b3 bílý pěšec · e3 černý pěšec · a2 bílý střelec · b2 bílý střelec · h2 černý pěšec · c1 bílý věž · d1 černý střelec · g1 černý střelec · h1 černý dáma | g8 bílý král · a7 černý pěšec · b7 bílý jezdec · e7 bílý věž · g7 bílý pěšec · h7 bílý dáma · a6 černý pěšec · a5 černý věž · d5 černý král · h5 černý věž · a4 bílý jezdec · d4 černý jezdec · b3 bílý pěšec · e3 černý pěšec · a2 bílý střelec · b2 bílý střelec · h2 černý pěšec · c1 bílý věž · d1 černý střelec · g1 černý střelec · h1 černý dáma | g8 bílý král · a7 černý pěšec · b7 bílý jezdec · e7 bílý věž · g7 bílý pěšec · h7 bílý dáma · a6 černý pěšec · a5 černý věž · d5 černý král · h5 černý věž · a4 bílý jezdec · d4 černý jezdec · b3 bílý pěšec · e3 černý pěšec · a2 bílý střelec · b2 bílý střelec · h2 černý pěšec · c1 bílý věž · d1 černý střelec · g1 černý střelec · h1 černý dáma | 6 |
| 5 | g8 bílý král · a7 černý pěšec · b7 bílý jezdec · e7 bílý věž · g7 bílý pěšec · h7 bílý dáma · a6 černý pěšec · a5 černý věž · d5 černý král · h5 černý věž · a4 bílý jezdec · d4 černý jezdec · b3 bílý pěšec · e3 černý pěšec · a2 bílý střelec · b2 bílý střelec · h2 černý pěšec · c1 bílý věž · d1 černý střelec · g1 černý střelec · h1 černý dáma | g8 bílý král · a7 černý pěšec · b7 bílý jezdec · e7 bílý věž · g7 bílý pěšec · h7 bílý dáma · a6 černý pěšec · a5 černý věž · d5 černý král · h5 černý věž · a4 bílý jezdec · d4 černý jezdec · b3 bílý pěšec · e3 černý pěšec · a2 bílý střelec · b2 bílý střelec · h2 černý pěšec · c1 bílý věž · d1 černý střelec · g1 černý střelec · h1 černý dáma | g8 bílý král · a7 černý pěšec · b7 bílý jezdec · e7 bílý věž · g7 bílý pěšec · h7 bílý dáma · a6 černý pěšec · a5 černý věž · d5 černý král · h5 černý věž · a4 bílý jezdec · d4 černý jezdec · b3 bílý pěšec · e3 černý pěšec · a2 bílý střelec · b2 bílý střelec · h2 černý pěšec · c1 bílý věž · d1 černý střelec · g1 černý střelec · h1 černý dáma | g8 bílý král · a7 černý pěšec · b7 bílý jezdec · e7 bílý věž · g7 bílý pěšec · h7 bílý dáma · a6 černý pěšec · a5 černý věž · d5 černý král · h5 černý věž · a4 bílý jezdec · d4 černý jezdec · b3 bílý pěšec · e3 černý pěšec · a2 bílý střelec · b2 bílý střelec · h2 černý pěšec · c1 bílý věž · d1 černý střelec · g1 černý střelec · h1 černý dáma | g8 bílý král · a7 černý pěšec · b7 bílý jezdec · e7 bílý věž · g7 bílý pěšec · h7 bílý dáma · a6 černý pěšec · a5 černý věž · d5 černý král · h5 černý věž · a4 bílý jezdec · d4 černý jezdec · b3 bílý pěšec · e3 černý pěšec · a2 bílý střelec · b2 bílý střelec · h2 černý pěšec · c1 bílý věž · d1 černý střelec · g1 černý střelec · h1 černý dáma | g8 bílý král · a7 černý pěšec · b7 bílý jezdec · e7 bílý věž · g7 bílý pěšec · h7 bílý dáma · a6 černý pěšec · a5 černý věž · d5 černý král · h5 černý věž · a4 bílý jezdec · d4 černý jezdec · b3 bílý pěšec · e3 černý pěšec · a2 bílý střelec · b2 bílý střelec · h2 černý pěšec · c1 bílý věž · d1 černý střelec · g1 černý střelec · h1 černý dáma | g8 bílý král · a7 černý pěšec · b7 bílý jezdec · e7 bílý věž · g7 bílý pěšec · h7 bílý dáma · a6 černý pěšec · a5 černý věž · d5 černý král · h5 černý věž · a4 bílý jezdec · d4 černý jezdec · b3 bílý pěšec · e3 černý pěšec · a2 bílý střelec · b2 bílý střelec · h2 černý pěšec · c1 bílý věž · d1 černý střelec · g1 černý střelec · h1 černý dáma | g8 bílý král · a7 černý pěšec · b7 bílý jezdec · e7 bílý věž · g7 bílý pěšec · h7 bílý dáma · a6 černý pěšec · a5 černý věž · d5 černý král · h5 černý věž · a4 bílý jezdec · d4 černý jezdec · b3 bílý pěšec · e3 černý pěšec · a2 bílý střelec · b2 bílý střelec · h2 černý pěšec · c1 bílý věž · d1 černý střelec · g1 černý střelec · h1 černý dáma | 5 |
| 4 | g8 bílý král · a7 černý pěšec · b7 bílý jezdec · e7 bílý věž · g7 bílý pěšec · h7 bílý dáma · a6 černý pěšec · a5 černý věž · d5 černý král · h5 černý věž · a4 bílý jezdec · d4 černý jezdec · b3 bílý pěšec · e3 černý pěšec · a2 bílý střelec · b2 bílý střelec · h2 černý pěšec · c1 bílý věž · d1 černý střelec · g1 černý střelec · h1 černý dáma | g8 bílý král · a7 černý pěšec · b7 bílý jezdec · e7 bílý věž · g7 bílý pěšec · h7 bílý dáma · a6 černý pěšec · a5 černý věž · d5 černý král · h5 černý věž · a4 bílý jezdec · d4 černý jezdec · b3 bílý pěšec · e3 černý pěšec · a2 bílý střelec · b2 bílý střelec · h2 černý pěšec · c1 bílý věž · d1 černý střelec · g1 černý střelec · h1 černý dáma | g8 bílý král · a7 černý pěšec · b7 bílý jezdec · e7 bílý věž · g7 bílý pěšec · h7 bílý dáma · a6 černý pěšec · a5 černý věž · d5 černý král · h5 černý věž · a4 bílý jezdec · d4 černý jezdec · b3 bílý pěšec · e3 černý pěšec · a2 bílý střelec · b2 bílý střelec · h2 černý pěšec · c1 bílý věž · d1 černý střelec · g1 černý střelec · h1 černý dáma | g8 bílý král · a7 černý pěšec · b7 bílý jezdec · e7 bílý věž · g7 bílý pěšec · h7 bílý dáma · a6 černý pěšec · a5 černý věž · d5 černý král · h5 černý věž · a4 bílý jezdec · d4 černý jezdec · b3 bílý pěšec · e3 černý pěšec · a2 bílý střelec · b2 bílý střelec · h2 černý pěšec · c1 bílý věž · d1 černý střelec · g1 černý střelec · h1 černý dáma | g8 bílý král · a7 černý pěšec · b7 bílý jezdec · e7 bílý věž · g7 bílý pěšec · h7 bílý dáma · a6 černý pěšec · a5 černý věž · d5 černý král · h5 černý věž · a4 bílý jezdec · d4 černý jezdec · b3 bílý pěšec · e3 černý pěšec · a2 bílý střelec · b2 bílý střelec · h2 černý pěšec · c1 bílý věž · d1 černý střelec · g1 černý střelec · h1 černý dáma | g8 bílý král · a7 černý pěšec · b7 bílý jezdec · e7 bílý věž · g7 bílý pěšec · h7 bílý dáma · a6 černý pěšec · a5 černý věž · d5 černý král · h5 černý věž · a4 bílý jezdec · d4 černý jezdec · b3 bílý pěšec · e3 černý pěšec · a2 bílý střelec · b2 bílý střelec · h2 černý pěšec · c1 bílý věž · d1 černý střelec · g1 černý střelec · h1 černý dáma | g8 bílý král · a7 černý pěšec · b7 bílý jezdec · e7 bílý věž · g7 bílý pěšec · h7 bílý dáma · a6 černý pěšec · a5 černý věž · d5 černý král · h5 černý věž · a4 bílý jezdec · d4 černý jezdec · b3 bílý pěšec · e3 černý pěšec · a2 bílý střelec · b2 bílý střelec · h2 černý pěšec · c1 bílý věž · d1 černý střelec · g1 černý střelec · h1 černý dáma | g8 bílý král · a7 černý pěšec · b7 bílý jezdec · e7 bílý věž · g7 bílý pěšec · h7 bílý dáma · a6 černý pěšec · a5 černý věž · d5 černý král · h5 černý věž · a4 bílý jezdec · d4 černý jezdec · b3 bílý pěšec · e3 černý pěšec · a2 bílý střelec · b2 bílý střelec · h2 černý pěšec · c1 bílý věž · d1 černý střelec · g1 černý střelec · h1 černý dáma | 4 |
| 3 | g8 bílý král · a7 černý pěšec · b7 bílý jezdec · e7 bílý věž · g7 bílý pěšec · h7 bílý dáma · a6 černý pěšec · a5 černý věž · d5 černý král · h5 černý věž · a4 bílý jezdec · d4 černý jezdec · b3 bílý pěšec · e3 černý pěšec · a2 bílý střelec · b2 bílý střelec · h2 černý pěšec · c1 bílý věž · d1 černý střelec · g1 černý střelec · h1 černý dáma | g8 bílý král · a7 černý pěšec · b7 bílý jezdec · e7 bílý věž · g7 bílý pěšec · h7 bílý dáma · a6 černý pěšec · a5 černý věž · d5 černý král · h5 černý věž · a4 bílý jezdec · d4 černý jezdec · b3 bílý pěšec · e3 černý pěšec · a2 bílý střelec · b2 bílý střelec · h2 černý pěšec · c1 bílý věž · d1 černý střelec · g1 černý střelec · h1 černý dáma | g8 bílý král · a7 černý pěšec · b7 bílý jezdec · e7 bílý věž · g7 bílý pěšec · h7 bílý dáma · a6 černý pěšec · a5 černý věž · d5 černý král · h5 černý věž · a4 bílý jezdec · d4 černý jezdec · b3 bílý pěšec · e3 černý pěšec · a2 bílý střelec · b2 bílý střelec · h2 černý pěšec · c1 bílý věž · d1 černý střelec · g1 černý střelec · h1 černý dáma | g8 bílý král · a7 černý pěšec · b7 bílý jezdec · e7 bílý věž · g7 bílý pěšec · h7 bílý dáma · a6 černý pěšec · a5 černý věž · d5 černý král · h5 černý věž · a4 bílý jezdec · d4 černý jezdec · b3 bílý pěšec · e3 černý pěšec · a2 bílý střelec · b2 bílý střelec · h2 černý pěšec · c1 bílý věž · d1 černý střelec · g1 černý střelec · h1 černý dáma | g8 bílý král · a7 černý pěšec · b7 bílý jezdec · e7 bílý věž · g7 bílý pěšec · h7 bílý dáma · a6 černý pěšec · a5 černý věž · d5 černý král · h5 černý věž · a4 bílý jezdec · d4 černý jezdec · b3 bílý pěšec · e3 černý pěšec · a2 bílý střelec · b2 bílý střelec · h2 černý pěšec · c1 bílý věž · d1 černý střelec · g1 černý střelec · h1 černý dáma | g8 bílý král · a7 černý pěšec · b7 bílý jezdec · e7 bílý věž · g7 bílý pěšec · h7 bílý dáma · a6 černý pěšec · a5 černý věž · d5 černý král · h5 černý věž · a4 bílý jezdec · d4 černý jezdec · b3 bílý pěšec · e3 černý pěšec · a2 bílý střelec · b2 bílý střelec · h2 černý pěšec · c1 bílý věž · d1 černý střelec · g1 černý střelec · h1 černý dáma | g8 bílý král · a7 černý pěšec · b7 bílý jezdec · e7 bílý věž · g7 bílý pěšec · h7 bílý dáma · a6 černý pěšec · a5 černý věž · d5 černý král · h5 černý věž · a4 bílý jezdec · d4 černý jezdec · b3 bílý pěšec · e3 černý pěšec · a2 bílý střelec · b2 bílý střelec · h2 černý pěšec · c1 bílý věž · d1 černý střelec · g1 černý střelec · h1 černý dáma | g8 bílý král · a7 černý pěšec · b7 bílý jezdec · e7 bílý věž · g7 bílý pěšec · h7 bílý dáma · a6 černý pěšec · a5 černý věž · d5 černý král · h5 černý věž · a4 bílý jezdec · d4 černý jezdec · b3 bílý pěšec · e3 černý pěšec · a2 bílý střelec · b2 bílý střelec · h2 černý pěšec · c1 bílý věž · d1 černý střelec · g1 černý střelec · h1 černý dáma | 3 |
| 2 | g8 bílý král · a7 černý pěšec · b7 bílý jezdec · e7 bílý věž · g7 bílý pěšec · h7 bílý dáma · a6 černý pěšec · a5 černý věž · d5 černý král · h5 černý věž · a4 bílý jezdec · d4 černý jezdec · b3 bílý pěšec · e3 černý pěšec · a2 bílý střelec · b2 bílý střelec · h2 černý pěšec · c1 bílý věž · d1 černý střelec · g1 černý střelec · h1 černý dáma | g8 bílý král · a7 černý pěšec · b7 bílý jezdec · e7 bílý věž · g7 bílý pěšec · h7 bílý dáma · a6 černý pěšec · a5 černý věž · d5 černý král · h5 černý věž · a4 bílý jezdec · d4 černý jezdec · b3 bílý pěšec · e3 černý pěšec · a2 bílý střelec · b2 bílý střelec · h2 černý pěšec · c1 bílý věž · d1 černý střelec · g1 černý střelec · h1 černý dáma | g8 bílý král · a7 černý pěšec · b7 bílý jezdec · e7 bílý věž · g7 bílý pěšec · h7 bílý dáma · a6 černý pěšec · a5 černý věž · d5 černý král · h5 černý věž · a4 bílý jezdec · d4 černý jezdec · b3 bílý pěšec · e3 černý pěšec · a2 bílý střelec · b2 bílý střelec · h2 černý pěšec · c1 bílý věž · d1 černý střelec · g1 černý střelec · h1 černý dáma | g8 bílý král · a7 černý pěšec · b7 bílý jezdec · e7 bílý věž · g7 bílý pěšec · h7 bílý dáma · a6 černý pěšec · a5 černý věž · d5 černý král · h5 černý věž · a4 bílý jezdec · d4 černý jezdec · b3 bílý pěšec · e3 černý pěšec · a2 bílý střelec · b2 bílý střelec · h2 černý pěšec · c1 bílý věž · d1 černý střelec · g1 černý střelec · h1 černý dáma | g8 bílý král · a7 černý pěšec · b7 bílý jezdec · e7 bílý věž · g7 bílý pěšec · h7 bílý dáma · a6 černý pěšec · a5 černý věž · d5 černý král · h5 černý věž · a4 bílý jezdec · d4 černý jezdec · b3 bílý pěšec · e3 černý pěšec · a2 bílý střelec · b2 bílý střelec · h2 černý pěšec · c1 bílý věž · d1 černý střelec · g1 černý střelec · h1 černý dáma | g8 bílý král · a7 černý pěšec · b7 bílý jezdec · e7 bílý věž · g7 bílý pěšec · h7 bílý dáma · a6 černý pěšec · a5 černý věž · d5 černý král · h5 černý věž · a4 bílý jezdec · d4 černý jezdec · b3 bílý pěšec · e3 černý pěšec · a2 bílý střelec · b2 bílý střelec · h2 černý pěšec · c1 bílý věž · d1 černý střelec · g1 černý střelec · h1 černý dáma | g8 bílý král · a7 černý pěšec · b7 bílý jezdec · e7 bílý věž · g7 bílý pěšec · h7 bílý dáma · a6 černý pěšec · a5 černý věž · d5 černý král · h5 černý věž · a4 bílý jezdec · d4 černý jezdec · b3 bílý pěšec · e3 černý pěšec · a2 bílý střelec · b2 bílý střelec · h2 černý pěšec · c1 bílý věž · d1 černý střelec · g1 černý střelec · h1 černý dáma | g8 bílý král · a7 černý pěšec · b7 bílý jezdec · e7 bílý věž · g7 bílý pěšec · h7 bílý dáma · a6 černý pěšec · a5 černý věž · d5 černý král · h5 černý věž · a4 bílý jezdec · d4 černý jezdec · b3 bílý pěšec · e3 černý pěšec · a2 bílý střelec · b2 bílý střelec · h2 černý pěšec · c1 bílý věž · d1 černý střelec · g1 černý střelec · h1 černý dáma | 2 |
| 1 | g8 bílý král · a7 černý pěšec · b7 bílý jezdec · e7 bílý věž · g7 bílý pěšec · h7 bílý dáma · a6 černý pěšec · a5 černý věž · d5 černý král · h5 černý věž · a4 bílý jezdec · d4 černý jezdec · b3 bílý pěšec · e3 černý pěšec · a2 bílý střelec · b2 bílý střelec · h2 černý pěšec · c1 bílý věž · d1 černý střelec · g1 černý střelec · h1 černý dáma | g8 bílý král · a7 černý pěšec · b7 bílý jezdec · e7 bílý věž · g7 bílý pěšec · h7 bílý dáma · a6 černý pěšec · a5 černý věž · d5 černý král · h5 černý věž · a4 bílý jezdec · d4 černý jezdec · b3 bílý pěšec · e3 černý pěšec · a2 bílý střelec · b2 bílý střelec · h2 černý pěšec · c1 bílý věž · d1 černý střelec · g1 černý střelec · h1 černý dáma | g8 bílý král · a7 černý pěšec · b7 bílý jezdec · e7 bílý věž · g7 bílý pěšec · h7 bílý dáma · a6 černý pěšec · a5 černý věž · d5 černý král · h5 černý věž · a4 bílý jezdec · d4 černý jezdec · b3 bílý pěšec · e3 černý pěšec · a2 bílý střelec · b2 bílý střelec · h2 černý pěšec · c1 bílý věž · d1 černý střelec · g1 černý střelec · h1 černý dáma | g8 bílý král · a7 černý pěšec · b7 bílý jezdec · e7 bílý věž · g7 bílý pěšec · h7 bílý dáma · a6 černý pěšec · a5 černý věž · d5 černý král · h5 černý věž · a4 bílý jezdec · d4 černý jezdec · b3 bílý pěšec · e3 černý pěšec · a2 bílý střelec · b2 bílý střelec · h2 černý pěšec · c1 bílý věž · d1 černý střelec · g1 černý střelec · h1 černý dáma | g8 bílý král · a7 černý pěšec · b7 bílý jezdec · e7 bílý věž · g7 bílý pěšec · h7 bílý dáma · a6 černý pěšec · a5 černý věž · d5 černý král · h5 černý věž · a4 bílý jezdec · d4 černý jezdec · b3 bílý pěšec · e3 černý pěšec · a2 bílý střelec · b2 bílý střelec · h2 černý pěšec · c1 bílý věž · d1 černý střelec · g1 černý střelec · h1 černý dáma | g8 bílý král · a7 černý pěšec · b7 bílý jezdec · e7 bílý věž · g7 bílý pěšec · h7 bílý dáma · a6 černý pěšec · a5 černý věž · d5 černý král · h5 černý věž · a4 bílý jezdec · d4 černý jezdec · b3 bílý pěšec · e3 černý pěšec · a2 bílý střelec · b2 bílý střelec · h2 černý pěšec · c1 bílý věž · d1 černý střelec · g1 černý střelec · h1 černý dáma | g8 bílý král · a7 černý pěšec · b7 bílý jezdec · e7 bílý věž · g7 bílý pěšec · h7 bílý dáma · a6 černý pěšec · a5 černý věž · d5 černý král · h5 černý věž · a4 bílý jezdec · d4 černý jezdec · b3 bílý pěšec · e3 černý pěšec · a2 bílý střelec · b2 bílý střelec · h2 černý pěšec · c1 bílý věž · d1 černý střelec · g1 černý střelec · h1 černý dáma | g8 bílý král · a7 černý pěšec · b7 bílý jezdec · e7 bílý věž · g7 bílý pěšec · h7 bílý dáma · a6 černý pěšec · a5 černý věž · d5 černý král · h5 černý věž · a4 bílý jezdec · d4 černý jezdec · b3 bílý pěšec · e3 černý pěšec · a2 bílý střelec · b2 bílý střelec · h2 černý pěšec · c1 bílý věž · d1 černý střelec · g1 černý střelec · h1 černý dáma | 1 |
|   | a | b | c | d | e | f | g | h |   |

Bílý táhne a dá druhým tahem mat.
 Řešení viz 
Kompoziční šach či problémový šach je samostatné šachové odvětví, týkající se skládání a řešení šachových skladeb (zvaných též šachové problémy nebo kompozice). Šachová skladba je obvykle tvořena umělou šachovou pozicí a výzvou. Podle výzvy se šachové kompozice dělí na úlohy a studie.
Úloha obsahuje výzvu k dání matu v uvedeném počtu tahů. Běžnou úlohou je tzv. trojtažka, kdy má řešitel najít pro bílého postup, který vede k matování soupeře ve třech tazích, bez ohledu na to, jak se bude bránit.
Šachové úlohy zveřejňované v šachových časopisech a ve sbírkách šachových problémů mají společnou většinu následujících vlastností:
1. Umělá pozice – pozice není vyňata ze skutečné partie, ale autor ji vymyslel tak, aby prezentovala nějaký problém. Přesto autoři ortodoxních šachových problémů respektují omezení, podle nějž pozice problému musí být dosažitelná z počáteční pozice šachové partie, a to cestou, která neodporuje šachovým pravidlům.
2. Výzva – např. „bílý táhne a dá mat třetím tahem“
3. Téma (nebo kombinace několika témat) – šachové skladby často slouží jako příklad ilustrující určité myšlenky
4. Ekonomická konstrukce – je použit právě takový počet a síla figur, jaké jsou nutné k řešení, případně k eliminaci jiných možných řešení
5. Estetická hodnota – problémy neslouží jen jako rébusy, ale předmětem obdivu bývá i jejich krása. S tím úzce souvisí snaha o to, aby maximálně ekonomickým způsobem ilustrovaly jasné myšlenky.

Šachová studie řešitele pouze vybízí k nalezení tahu nebo sekvence tahů z dané pozice vedoucích k výhře, remíze nebo zisku materiálu, a nestanovuje žádný limit jejich počtu. Takové problémy mohou být studiemi pozic ze skutečně odehraných partií, nebo alespoň pozic, které se v běžných partiích mohou vyskytnout, a používají se k instruktážním účelům. Mnohé z nich nemusí mít výše zmíněné vlastnosti šachových úloh.

## Druhy šachových problémů
Existují různé druhy šachových problémů:
- Přímý mat: bílý táhne a dá černému mat během daného počtu tahů, bez ohledu na jeho obranu – dle počtu tahů se označuje jako tzv. dvojtažka, trojtažka či mnohotažka
- Pomocný mat: černý na tahu s bílým spolupracuje, aby mu pomohl matovat vlastního černého krále v daném počtu tahů
- Samomat: bílý na tahu přinutí černého, aby mu dal (v daném počtu tahů) mat, a zvítězil tak i proti své vůli
- Reflexní mat: druh samomatu s dodatkem výzvy, že každá strana musí dát soupeři mat, pokud má možnost
- Sériovotahové úlohy: jedna strana provádí sérii tahů bez reakce druhé strany. Kromě posledního tahu se nesmí šachovat. Sériovotahové úlohy mají různé formy:
  - Sériovotahový mat: přímý mat, přičemž bílý provede sérii tahů vedoucích k matu černého, aniž by černý reagoval
  - Sériovotahový pomocný mat: pomocný mat, v němž černý provede sérii tahů bez reakce bílého, který teprve na závěr dá černému jedním tahem mat
  - Sériovotahový samomat: samomat, při němž bílý provede sérii tahů vedoucí k pozici, v níž je černý nucen dát mu mat i proti své vůli
  - Sériovotahový reflexní mat: reflexní mat, při němž bílý provede sérii tahů vedoucích k pozici, v níž černý může (a proto i musí) dát mat.

S výjimkou přímých matů obsahují výše uvedené úlohy některá neortodoxní pravidla, a proto se někdy považují za druh exošachu.
- Studie: problém s výzvou, že bílý na tahu musí vyhrát, remizovat nebo získat určitý materiál. Téměř vždy se jedná o studii šachové koncovky. Výzva studií je otevřená, to znamená, že vítězství nebo remízy nemusí být dosaženo v předem daném počtu tahů.

Rošáda se ve všech těchto typech šachového problému považuje za povolenou, pokud níže zmíněná retrográdní analýza neprokáže, že před dosažením úvodní pozice muselo být pohnuto dotyčnou věží nebo králem. Braní mimochodem se naopak považuje ze nepovolené, pokud nelze prokázat, že dotyčný pěšec se posunul o dvě pole v předchozím tahu.
Existuje několik dalších typů šachových problémů, které nespadají do žádné z výše uvedených kategorií. Některé jsou v podstatě matematickými problémy, vyjádřenými s využitím šachových figur a geometrického tvaru šachovnice. Známými příklady jsou:
- Jezdcova procházka – úkolem je nalézt trasu, po níž jezdec projde celou šachovnici, přičemž každé pole navštíví právě jednou
- Problém osmi dam – úkolem je na šachovnici umístit osm dam, aniž by jedna napadala druhou

Jiné problémy řeší možný průběh partie před dosažením určité pozice:
- Retrográdní analýza: Je dána pozice a položena otázka, k jejíž odpovědi je potřeba zpětně zjistit tahy, které této pozici předcházely. Šachový problém vyžadující retrográdní analýzu může například požadovat odpovědi na otázky typu „Jaký byl poslední tah bílého?“, „Pohnul se střelec na c1?“, „Je černý jezdec proměněným pěšcem?“ atp. Někdy je potřeba provést retrográdní analýzu i u konvenčnějších šachových úloh, jako jsou např. přímé maty, ke zjištění, zda je možné provést rošádu nebo brát mimochodem.
  - Nejkratší hra: Jde o podtyp retrográdní analýzy. Je dána pozice a řešitel má sestavit možnou partii vycházející z obvyklého počátečního postavení, která skončí v této pozici. Černý i bílý v úsilí dosáhnout dané pozice spolupracují, ale všechny tahy musí být povoleny pravidly. Počet tahů je buď daný nebo zadání pouze požaduje dosáhnout pozice nejkratším možným způsobem. Například Sam Loyd představil problém se zadáním „Sestavte partii, která skončí odtažným matem ve čtvrtém tahu“. (publikováno v Le Sphinx, 1866; řešením je 1. f3 e5 2. Kf2 h5 3. Kg3 h4+ 4. Kg4 d5#). Některá zadání požadují také maximální nebo minimální počet zahrnutých prvků, například co nejvyšší počet za sebou následujících odtažných šachů, nebo dosažení pozice v níž všech šestnáct kamenů kontroluje nejmenší možný počet polí.

## Krása šachových problémů
Mnoho skladatelů a řešitelů považuje šachové problémy za druh umění a velmi významnou roli v jejich hodnocení hraje estetika. Vladimir Nabokov psal o originalitě, invenci, stručnosti, harmonii, složitosti a falši spojenými se sestavováním šachových problémů – tj. činnosti, které se sám hodně věnoval. Neexistují žádné oficiální standardy, podle kterých by bylo možné rozpoznat krásný problém od špatného, a tak se podobné soudy mohou mezi jednotlivými lidmi, nebo i mezi generacemi, lišit. Přesto však lze formulovat alespoň některé prvky, které šachisté v současné době považují při estetickém hodnocení problému za důležité.
- Úvodní pozice nesmí odporovat šachovým pravidlům. To znamená, že musí být možné této pozice dosáhnout z typického rozestavení figur na šachovnici na počátku šachové partie, a to sérií pravidlům neodporujících tahů. Není důležité, zda této pozice lze dosáhnout pouze za pomocí tahů, které by v běžné partii šachisté považovali za hrubé chyby.
- První tah řešení (tzv. úvodník) musí být jedinečný; existují-li dva úvodníky vedoucí ke správnému výsledku (tzv. úplné vedlejší řešení, je to považováno za hrubou chybu a úloha není validní. Výjimkami jsou problémy obsahující dva nebo více úvodníků, které jsou tematicky propojené; tato možnost se objevuje zejména u pomocných matů.
- U přímých matů by v ideálním případě měla na každý tah černého existovat pouze jediná správná odpověď bílého. Možnost výběru tahů bílého (mimo úvodník) se nazývá částečné vedlejší řešení neboli duál. Duály nezneplatňují úlohu, mohou však narušit její estetickou hodnotu. Tolerují se, pokud má problém jiné silné stránky a pokud se objevují v částech řešení, které nemají velký význam pro jeho hlavní téma.
- Řešení by mělo ilustrovat nějaké téma a ne být pouze výsledkem nesouvisejících kombinací. Mnoho témat bylo pojmenováno po šachových problémistech (např. Novotného interference).
- Úvodní tah řešení by neměl být zřejmý. Za špatný úvodník se proto považuje např. odebrání kamene, šach a u přímých matů také tahy, které omezují pohyb černého krále. Přijatelné jsou úvodní tahy, které sice omezují vstup krále na některá do té doby volná pole, pokud mu současně zpřístupňují stejný nebo větší počet polí, která do té doby byla ohrožena. Nežádoucí jsou rovněž tahy, které soupeři zabraňují dát šach. Obecně lze proto říci, že čím je úvodní tah dle měřítek běžné partie slabší, tím méně je zřejmý, a tím více je ceněn v kompozičním šachu.
- Úvodní pozice by neměla obsahovat žádné proměněné figury. Pokud má např. bílý tři jezdce, je jasné, že jeden z nich je proměněný pěšec; totéž lze říci o dvou střelcích na bílých polích. Některé případy nejsou na první pohled tolik zřejmé: pokud je pole f1 prázdné a bílý střelec stojí na b5, přičemž na e2 a g2 stojí pěšci, musí tento střelec být proměněným pěšcem (původní střelec se neměl jak přes pěšce dostat ze svého počátečního místa na f1, a soupeř ho zde tedy evidentně odebral). Přítomnost podobné proměněné figury na šachovnici, která pouze nahrazuje jinou odebranou figuru, se považuje za méně závažnou vadu.
- Myšlenka úlohy by měla být zpracována ekonomicky – autor by měl vyjádřit co nejbohatší obsah co nejúspornějšími prostředky:
  - Každý kámen na šachovnici by měl sloužit nějakému účelu, buď umožnit vlastní řešení, nebo vyloučit řešení alternativní. Na šachovnici by neměly být žádné nadbytečné kameny, jejichž účelem je pouze svádět řešitele na falešnou stopu, s výjimkou vzácných případů, kdy se jedná o součást tématu.
  - Pokud lze téma ilustrovat s menším počtem kamenů, mělo by se tak stát.
  - Rovněž by řešení problému nemělo obsahovat vyšší počet tahů, než ilustrace daného tématu vyžaduje. Velké množství kamenů by mělo být vyváženo bohatým obsahem úlohy s řadou hodnotných variant
  - Využití figur v úloze by mělo být vyvážené a zohledňovat jejich sílu. Figura, která hraje podružnou roli v matovém postavení, by měla mít tím větší úkol v jeho přípravě, nebo mít klíčovou roli v jiné variantě. Figury (kromě pěšců a krále) by měly nejen krýt, ale i aktivně vystupovat.
  - Zvláště hodnotný je tzv. čistý mat, kdy každé pole matové sítě (pole, kde stojí černý král, plus 8 polí sousedních) je pokryto právě jedním bílým kamenem nebo pouze obsazeno černým kamenem. Esteticky hodnotná kompozice musí vést v hlavní hře k čistému matu, ve variantách se mu pak co nejvíce blížit.

## Vzorový problém
|   | a | b | c | d | e | f | g | h |   |
| 8 | d8 černý střelec · e8 černý věž · f8 černý věž · g8 černý střelec · c7 bílý jezdec · h7 bílý střelec · c5 černý pěšec · h5 bílý dáma · c4 černý pěšec · f4 černý král · f3 bílý pěšec · e2 bílý pěšec · g2 bílý král · h2 bílý věž · c1 bílý jezdec · f1 bílý věž · g1 bílý střelec | d8 černý střelec · e8 černý věž · f8 černý věž · g8 černý střelec · c7 bílý jezdec · h7 bílý střelec · c5 černý pěšec · h5 bílý dáma · c4 černý pěšec · f4 černý král · f3 bílý pěšec · e2 bílý pěšec · g2 bílý král · h2 bílý věž · c1 bílý jezdec · f1 bílý věž · g1 bílý střelec | d8 černý střelec · e8 černý věž · f8 černý věž · g8 černý střelec · c7 bílý jezdec · h7 bílý střelec · c5 černý pěšec · h5 bílý dáma · c4 černý pěšec · f4 černý král · f3 bílý pěšec · e2 bílý pěšec · g2 bílý král · h2 bílý věž · c1 bílý jezdec · f1 bílý věž · g1 bílý střelec | d8 černý střelec · e8 černý věž · f8 černý věž · g8 černý střelec · c7 bílý jezdec · h7 bílý střelec · c5 černý pěšec · h5 bílý dáma · c4 černý pěšec · f4 černý král · f3 bílý pěšec · e2 bílý pěšec · g2 bílý král · h2 bílý věž · c1 bílý jezdec · f1 bílý věž · g1 bílý střelec | d8 černý střelec · e8 černý věž · f8 černý věž · g8 černý střelec · c7 bílý jezdec · h7 bílý střelec · c5 černý pěšec · h5 bílý dáma · c4 černý pěšec · f4 černý král · f3 bílý pěšec · e2 bílý pěšec · g2 bílý král · h2 bílý věž · c1 bílý jezdec · f1 bílý věž · g1 bílý střelec | d8 černý střelec · e8 černý věž · f8 černý věž · g8 černý střelec · c7 bílý jezdec · h7 bílý střelec · c5 černý pěšec · h5 bílý dáma · c4 černý pěšec · f4 černý král · f3 bílý pěšec · e2 bílý pěšec · g2 bílý král · h2 bílý věž · c1 bílý jezdec · f1 bílý věž · g1 bílý střelec | d8 černý střelec · e8 černý věž · f8 černý věž · g8 černý střelec · c7 bílý jezdec · h7 bílý střelec · c5 černý pěšec · h5 bílý dáma · c4 černý pěšec · f4 černý král · f3 bílý pěšec · e2 bílý pěšec · g2 bílý král · h2 bílý věž · c1 bílý jezdec · f1 bílý věž · g1 bílý střelec | d8 černý střelec · e8 černý věž · f8 černý věž · g8 černý střelec · c7 bílý jezdec · h7 bílý střelec · c5 černý pěšec · h5 bílý dáma · c4 černý pěšec · f4 černý král · f3 bílý pěšec · e2 bílý pěšec · g2 bílý král · h2 bílý věž · c1 bílý jezdec · f1 bílý věž · g1 bílý střelec | 8 |
| 7 | d8 černý střelec · e8 černý věž · f8 černý věž · g8 černý střelec · c7 bílý jezdec · h7 bílý střelec · c5 černý pěšec · h5 bílý dáma · c4 černý pěšec · f4 černý král · f3 bílý pěšec · e2 bílý pěšec · g2 bílý král · h2 bílý věž · c1 bílý jezdec · f1 bílý věž · g1 bílý střelec | d8 černý střelec · e8 černý věž · f8 černý věž · g8 černý střelec · c7 bílý jezdec · h7 bílý střelec · c5 černý pěšec · h5 bílý dáma · c4 černý pěšec · f4 černý král · f3 bílý pěšec · e2 bílý pěšec · g2 bílý král · h2 bílý věž · c1 bílý jezdec · f1 bílý věž · g1 bílý střelec | d8 černý střelec · e8 černý věž · f8 černý věž · g8 černý střelec · c7 bílý jezdec · h7 bílý střelec · c5 černý pěšec · h5 bílý dáma · c4 černý pěšec · f4 černý král · f3 bílý pěšec · e2 bílý pěšec · g2 bílý král · h2 bílý věž · c1 bílý jezdec · f1 bílý věž · g1 bílý střelec | d8 černý střelec · e8 černý věž · f8 černý věž · g8 černý střelec · c7 bílý jezdec · h7 bílý střelec · c5 černý pěšec · h5 bílý dáma · c4 černý pěšec · f4 černý král · f3 bílý pěšec · e2 bílý pěšec · g2 bílý král · h2 bílý věž · c1 bílý jezdec · f1 bílý věž · g1 bílý střelec | d8 černý střelec · e8 černý věž · f8 černý věž · g8 černý střelec · c7 bílý jezdec · h7 bílý střelec · c5 černý pěšec · h5 bílý dáma · c4 černý pěšec · f4 černý král · f3 bílý pěšec · e2 bílý pěšec · g2 bílý král · h2 bílý věž · c1 bílý jezdec · f1 bílý věž · g1 bílý střelec | d8 černý střelec · e8 černý věž · f8 černý věž · g8 černý střelec · c7 bílý jezdec · h7 bílý střelec · c5 černý pěšec · h5 bílý dáma · c4 černý pěšec · f4 černý král · f3 bílý pěšec · e2 bílý pěšec · g2 bílý král · h2 bílý věž · c1 bílý jezdec · f1 bílý věž · g1 bílý střelec | d8 černý střelec · e8 černý věž · f8 černý věž · g8 černý střelec · c7 bílý jezdec · h7 bílý střelec · c5 černý pěšec · h5 bílý dáma · c4 černý pěšec · f4 černý král · f3 bílý pěšec · e2 bílý pěšec · g2 bílý král · h2 bílý věž · c1 bílý jezdec · f1 bílý věž · g1 bílý střelec | d8 černý střelec · e8 černý věž · f8 černý věž · g8 černý střelec · c7 bílý jezdec · h7 bílý střelec · c5 černý pěšec · h5 bílý dáma · c4 černý pěšec · f4 černý král · f3 bílý pěšec · e2 bílý pěšec · g2 bílý král · h2 bílý věž · c1 bílý jezdec · f1 bílý věž · g1 bílý střelec | 7 |
| 6 | d8 černý střelec · e8 černý věž · f8 černý věž · g8 černý střelec · c7 bílý jezdec · h7 bílý střelec · c5 černý pěšec · h5 bílý dáma · c4 černý pěšec · f4 černý král · f3 bílý pěšec · e2 bílý pěšec · g2 bílý král · h2 bílý věž · c1 bílý jezdec · f1 bílý věž · g1 bílý střelec | d8 černý střelec · e8 černý věž · f8 černý věž · g8 černý střelec · c7 bílý jezdec · h7 bílý střelec · c5 černý pěšec · h5 bílý dáma · c4 černý pěšec · f4 černý král · f3 bílý pěšec · e2 bílý pěšec · g2 bílý král · h2 bílý věž · c1 bílý jezdec · f1 bílý věž · g1 bílý střelec | d8 černý střelec · e8 černý věž · f8 černý věž · g8 černý střelec · c7 bílý jezdec · h7 bílý střelec · c5 černý pěšec · h5 bílý dáma · c4 černý pěšec · f4 černý král · f3 bílý pěšec · e2 bílý pěšec · g2 bílý král · h2 bílý věž · c1 bílý jezdec · f1 bílý věž · g1 bílý střelec | d8 černý střelec · e8 černý věž · f8 černý věž · g8 černý střelec · c7 bílý jezdec · h7 bílý střelec · c5 černý pěšec · h5 bílý dáma · c4 černý pěšec · f4 černý král · f3 bílý pěšec · e2 bílý pěšec · g2 bílý král · h2 bílý věž · c1 bílý jezdec · f1 bílý věž · g1 bílý střelec | d8 černý střelec · e8 černý věž · f8 černý věž · g8 černý střelec · c7 bílý jezdec · h7 bílý střelec · c5 černý pěšec · h5 bílý dáma · c4 černý pěšec · f4 černý král · f3 bílý pěšec · e2 bílý pěšec · g2 bílý král · h2 bílý věž · c1 bílý jezdec · f1 bílý věž · g1 bílý střelec | d8 černý střelec · e8 černý věž · f8 černý věž · g8 černý střelec · c7 bílý jezdec · h7 bílý střelec · c5 černý pěšec · h5 bílý dáma · c4 černý pěšec · f4 černý král · f3 bílý pěšec · e2 bílý pěšec · g2 bílý král · h2 bílý věž · c1 bílý jezdec · f1 bílý věž · g1 bílý střelec | d8 černý střelec · e8 černý věž · f8 černý věž · g8 černý střelec · c7 bílý jezdec · h7 bílý střelec · c5 černý pěšec · h5 bílý dáma · c4 černý pěšec · f4 černý král · f3 bílý pěšec · e2 bílý pěšec · g2 bílý král · h2 bílý věž · c1 bílý jezdec · f1 bílý věž · g1 bílý střelec | d8 černý střelec · e8 černý věž · f8 černý věž · g8 černý střelec · c7 bílý jezdec · h7 bílý střelec · c5 černý pěšec · h5 bílý dáma · c4 černý pěšec · f4 černý král · f3 bílý pěšec · e2 bílý pěšec · g2 bílý král · h2 bílý věž · c1 bílý jezdec · f1 bílý věž · g1 bílý střelec | 6 |
| 5 | d8 černý střelec · e8 černý věž · f8 černý věž · g8 černý střelec · c7 bílý jezdec · h7 bílý střelec · c5 černý pěšec · h5 bílý dáma · c4 černý pěšec · f4 černý král · f3 bílý pěšec · e2 bílý pěšec · g2 bílý král · h2 bílý věž · c1 bílý jezdec · f1 bílý věž · g1 bílý střelec | d8 černý střelec · e8 černý věž · f8 černý věž · g8 černý střelec · c7 bílý jezdec · h7 bílý střelec · c5 černý pěšec · h5 bílý dáma · c4 černý pěšec · f4 černý král · f3 bílý pěšec · e2 bílý pěšec · g2 bílý král · h2 bílý věž · c1 bílý jezdec · f1 bílý věž · g1 bílý střelec | d8 černý střelec · e8 černý věž · f8 černý věž · g8 černý střelec · c7 bílý jezdec · h7 bílý střelec · c5 černý pěšec · h5 bílý dáma · c4 černý pěšec · f4 černý král · f3 bílý pěšec · e2 bílý pěšec · g2 bílý král · h2 bílý věž · c1 bílý jezdec · f1 bílý věž · g1 bílý střelec | d8 černý střelec · e8 černý věž · f8 černý věž · g8 černý střelec · c7 bílý jezdec · h7 bílý střelec · c5 černý pěšec · h5 bílý dáma · c4 černý pěšec · f4 černý král · f3 bílý pěšec · e2 bílý pěšec · g2 bílý král · h2 bílý věž · c1 bílý jezdec · f1 bílý věž · g1 bílý střelec | d8 černý střelec · e8 černý věž · f8 černý věž · g8 černý střelec · c7 bílý jezdec · h7 bílý střelec · c5 černý pěšec · h5 bílý dáma · c4 černý pěšec · f4 černý král · f3 bílý pěšec · e2 bílý pěšec · g2 bílý král · h2 bílý věž · c1 bílý jezdec · f1 bílý věž · g1 bílý střelec | d8 černý střelec · e8 černý věž · f8 černý věž · g8 černý střelec · c7 bílý jezdec · h7 bílý střelec · c5 černý pěšec · h5 bílý dáma · c4 černý pěšec · f4 černý král · f3 bílý pěšec · e2 bílý pěšec · g2 bílý král · h2 bílý věž · c1 bílý jezdec · f1 bílý věž · g1 bílý střelec | d8 černý střelec · e8 černý věž · f8 černý věž · g8 černý střelec · c7 bílý jezdec · h7 bílý střelec · c5 černý pěšec · h5 bílý dáma · c4 černý pěšec · f4 černý král · f3 bílý pěšec · e2 bílý pěšec · g2 bílý král · h2 bílý věž · c1 bílý jezdec · f1 bílý věž · g1 bílý střelec | d8 černý střelec · e8 černý věž · f8 černý věž · g8 černý střelec · c7 bílý jezdec · h7 bílý střelec · c5 černý pěšec · h5 bílý dáma · c4 černý pěšec · f4 černý král · f3 bílý pěšec · e2 bílý pěšec · g2 bílý král · h2 bílý věž · c1 bílý jezdec · f1 bílý věž · g1 bílý střelec | 5 |
| 4 | d8 černý střelec · e8 černý věž · f8 černý věž · g8 černý střelec · c7 bílý jezdec · h7 bílý střelec · c5 černý pěšec · h5 bílý dáma · c4 černý pěšec · f4 černý král · f3 bílý pěšec · e2 bílý pěšec · g2 bílý král · h2 bílý věž · c1 bílý jezdec · f1 bílý věž · g1 bílý střelec | d8 černý střelec · e8 černý věž · f8 černý věž · g8 černý střelec · c7 bílý jezdec · h7 bílý střelec · c5 černý pěšec · h5 bílý dáma · c4 černý pěšec · f4 černý král · f3 bílý pěšec · e2 bílý pěšec · g2 bílý král · h2 bílý věž · c1 bílý jezdec · f1 bílý věž · g1 bílý střelec | d8 černý střelec · e8 černý věž · f8 černý věž · g8 černý střelec · c7 bílý jezdec · h7 bílý střelec · c5 černý pěšec · h5 bílý dáma · c4 černý pěšec · f4 černý král · f3 bílý pěšec · e2 bílý pěšec · g2 bílý král · h2 bílý věž · c1 bílý jezdec · f1 bílý věž · g1 bílý střelec | d8 černý střelec · e8 černý věž · f8 černý věž · g8 černý střelec · c7 bílý jezdec · h7 bílý střelec · c5 černý pěšec · h5 bílý dáma · c4 černý pěšec · f4 černý král · f3 bílý pěšec · e2 bílý pěšec · g2 bílý král · h2 bílý věž · c1 bílý jezdec · f1 bílý věž · g1 bílý střelec | d8 černý střelec · e8 černý věž · f8 černý věž · g8 černý střelec · c7 bílý jezdec · h7 bílý střelec · c5 černý pěšec · h5 bílý dáma · c4 černý pěšec · f4 černý král · f3 bílý pěšec · e2 bílý pěšec · g2 bílý král · h2 bílý věž · c1 bílý jezdec · f1 bílý věž · g1 bílý střelec | d8 černý střelec · e8 černý věž · f8 černý věž · g8 černý střelec · c7 bílý jezdec · h7 bílý střelec · c5 černý pěšec · h5 bílý dáma · c4 černý pěšec · f4 černý král · f3 bílý pěšec · e2 bílý pěšec · g2 bílý král · h2 bílý věž · c1 bílý jezdec · f1 bílý věž · g1 bílý střelec | d8 černý střelec · e8 černý věž · f8 černý věž · g8 černý střelec · c7 bílý jezdec · h7 bílý střelec · c5 černý pěšec · h5 bílý dáma · c4 černý pěšec · f4 černý král · f3 bílý pěšec · e2 bílý pěšec · g2 bílý král · h2 bílý věž · c1 bílý jezdec · f1 bílý věž · g1 bílý střelec | d8 černý střelec · e8 černý věž · f8 černý věž · g8 černý střelec · c7 bílý jezdec · h7 bílý střelec · c5 černý pěšec · h5 bílý dáma · c4 černý pěšec · f4 černý král · f3 bílý pěšec · e2 bílý pěšec · g2 bílý král · h2 bílý věž · c1 bílý jezdec · f1 bílý věž · g1 bílý střelec | 4 |
| 3 | d8 černý střelec · e8 černý věž · f8 černý věž · g8 černý střelec · c7 bílý jezdec · h7 bílý střelec · c5 černý pěšec · h5 bílý dáma · c4 černý pěšec · f4 černý král · f3 bílý pěšec · e2 bílý pěšec · g2 bílý král · h2 bílý věž · c1 bílý jezdec · f1 bílý věž · g1 bílý střelec | d8 černý střelec · e8 černý věž · f8 černý věž · g8 černý střelec · c7 bílý jezdec · h7 bílý střelec · c5 černý pěšec · h5 bílý dáma · c4 černý pěšec · f4 černý král · f3 bílý pěšec · e2 bílý pěšec · g2 bílý král · h2 bílý věž · c1 bílý jezdec · f1 bílý věž · g1 bílý střelec | d8 černý střelec · e8 černý věž · f8 černý věž · g8 černý střelec · c7 bílý jezdec · h7 bílý střelec · c5 černý pěšec · h5 bílý dáma · c4 černý pěšec · f4 černý král · f3 bílý pěšec · e2 bílý pěšec · g2 bílý král · h2 bílý věž · c1 bílý jezdec · f1 bílý věž · g1 bílý střelec | d8 černý střelec · e8 černý věž · f8 černý věž · g8 černý střelec · c7 bílý jezdec · h7 bílý střelec · c5 černý pěšec · h5 bílý dáma · c4 černý pěšec · f4 černý král · f3 bílý pěšec · e2 bílý pěšec · g2 bílý král · h2 bílý věž · c1 bílý jezdec · f1 bílý věž · g1 bílý střelec | d8 černý střelec · e8 černý věž · f8 černý věž · g8 černý střelec · c7 bílý jezdec · h7 bílý střelec · c5 černý pěšec · h5 bílý dáma · c4 černý pěšec · f4 černý král · f3 bílý pěšec · e2 bílý pěšec · g2 bílý král · h2 bílý věž · c1 bílý jezdec · f1 bílý věž · g1 bílý střelec | d8 černý střelec · e8 černý věž · f8 černý věž · g8 černý střelec · c7 bílý jezdec · h7 bílý střelec · c5 černý pěšec · h5 bílý dáma · c4 černý pěšec · f4 černý král · f3 bílý pěšec · e2 bílý pěšec · g2 bílý král · h2 bílý věž · c1 bílý jezdec · f1 bílý věž · g1 bílý střelec | d8 černý střelec · e8 černý věž · f8 černý věž · g8 černý střelec · c7 bílý jezdec · h7 bílý střelec · c5 černý pěšec · h5 bílý dáma · c4 černý pěšec · f4 černý král · f3 bílý pěšec · e2 bílý pěšec · g2 bílý král · h2 bílý věž · c1 bílý jezdec · f1 bílý věž · g1 bílý střelec | d8 černý střelec · e8 černý věž · f8 černý věž · g8 černý střelec · c7 bílý jezdec · h7 bílý střelec · c5 černý pěšec · h5 bílý dáma · c4 černý pěšec · f4 černý král · f3 bílý pěšec · e2 bílý pěšec · g2 bílý král · h2 bílý věž · c1 bílý jezdec · f1 bílý věž · g1 bílý střelec | 3 |
| 2 | d8 černý střelec · e8 černý věž · f8 černý věž · g8 černý střelec · c7 bílý jezdec · h7 bílý střelec · c5 černý pěšec · h5 bílý dáma · c4 černý pěšec · f4 černý král · f3 bílý pěšec · e2 bílý pěšec · g2 bílý král · h2 bílý věž · c1 bílý jezdec · f1 bílý věž · g1 bílý střelec | d8 černý střelec · e8 černý věž · f8 černý věž · g8 černý střelec · c7 bílý jezdec · h7 bílý střelec · c5 černý pěšec · h5 bílý dáma · c4 černý pěšec · f4 černý král · f3 bílý pěšec · e2 bílý pěšec · g2 bílý král · h2 bílý věž · c1 bílý jezdec · f1 bílý věž · g1 bílý střelec | d8 černý střelec · e8 černý věž · f8 černý věž · g8 černý střelec · c7 bílý jezdec · h7 bílý střelec · c5 černý pěšec · h5 bílý dáma · c4 černý pěšec · f4 černý král · f3 bílý pěšec · e2 bílý pěšec · g2 bílý král · h2 bílý věž · c1 bílý jezdec · f1 bílý věž · g1 bílý střelec | d8 černý střelec · e8 černý věž · f8 černý věž · g8 černý střelec · c7 bílý jezdec · h7 bílý střelec · c5 černý pěšec · h5 bílý dáma · c4 černý pěšec · f4 černý král · f3 bílý pěšec · e2 bílý pěšec · g2 bílý král · h2 bílý věž · c1 bílý jezdec · f1 bílý věž · g1 bílý střelec | d8 černý střelec · e8 černý věž · f8 černý věž · g8 černý střelec · c7 bílý jezdec · h7 bílý střelec · c5 černý pěšec · h5 bílý dáma · c4 černý pěšec · f4 černý král · f3 bílý pěšec · e2 bílý pěšec · g2 bílý král · h2 bílý věž · c1 bílý jezdec · f1 bílý věž · g1 bílý střelec | d8 černý střelec · e8 černý věž · f8 černý věž · g8 černý střelec · c7 bílý jezdec · h7 bílý střelec · c5 černý pěšec · h5 bílý dáma · c4 černý pěšec · f4 černý král · f3 bílý pěšec · e2 bílý pěšec · g2 bílý král · h2 bílý věž · c1 bílý jezdec · f1 bílý věž · g1 bílý střelec | d8 černý střelec · e8 černý věž · f8 černý věž · g8 černý střelec · c7 bílý jezdec · h7 bílý střelec · c5 černý pěšec · h5 bílý dáma · c4 černý pěšec · f4 černý král · f3 bílý pěšec · e2 bílý pěšec · g2 bílý král · h2 bílý věž · c1 bílý jezdec · f1 bílý věž · g1 bílý střelec | d8 černý střelec · e8 černý věž · f8 černý věž · g8 černý střelec · c7 bílý jezdec · h7 bílý střelec · c5 černý pěšec · h5 bílý dáma · c4 černý pěšec · f4 černý král · f3 bílý pěšec · e2 bílý pěšec · g2 bílý král · h2 bílý věž · c1 bílý jezdec · f1 bílý věž · g1 bílý střelec | 2 |
| 1 | d8 černý střelec · e8 černý věž · f8 černý věž · g8 černý střelec · c7 bílý jezdec · h7 bílý střelec · c5 černý pěšec · h5 bílý dáma · c4 černý pěšec · f4 černý král · f3 bílý pěšec · e2 bílý pěšec · g2 bílý král · h2 bílý věž · c1 bílý jezdec · f1 bílý věž · g1 bílý střelec | d8 černý střelec · e8 černý věž · f8 černý věž · g8 černý střelec · c7 bílý jezdec · h7 bílý střelec · c5 černý pěšec · h5 bílý dáma · c4 černý pěšec · f4 černý král · f3 bílý pěšec · e2 bílý pěšec · g2 bílý král · h2 bílý věž · c1 bílý jezdec · f1 bílý věž · g1 bílý střelec | d8 černý střelec · e8 černý věž · f8 černý věž · g8 černý střelec · c7 bílý jezdec · h7 bílý střelec · c5 černý pěšec · h5 bílý dáma · c4 černý pěšec · f4 černý král · f3 bílý pěšec · e2 bílý pěšec · g2 bílý král · h2 bílý věž · c1 bílý jezdec · f1 bílý věž · g1 bílý střelec | d8 černý střelec · e8 černý věž · f8 černý věž · g8 černý střelec · c7 bílý jezdec · h7 bílý střelec · c5 černý pěšec · h5 bílý dáma · c4 černý pěšec · f4 černý král · f3 bílý pěšec · e2 bílý pěšec · g2 bílý král · h2 bílý věž · c1 bílý jezdec · f1 bílý věž · g1 bílý střelec | d8 černý střelec · e8 černý věž · f8 černý věž · g8 černý střelec · c7 bílý jezdec · h7 bílý střelec · c5 černý pěšec · h5 bílý dáma · c4 černý pěšec · f4 černý král · f3 bílý pěšec · e2 bílý pěšec · g2 bílý král · h2 bílý věž · c1 bílý jezdec · f1 bílý věž · g1 bílý střelec | d8 černý střelec · e8 černý věž · f8 černý věž · g8 černý střelec · c7 bílý jezdec · h7 bílý střelec · c5 černý pěšec · h5 bílý dáma · c4 černý pěšec · f4 černý král · f3 bílý pěšec · e2 bílý pěšec · g2 bílý král · h2 bílý věž · c1 bílý jezdec · f1 bílý věž · g1 bílý střelec | d8 černý střelec · e8 černý věž · f8 černý věž · g8 černý střelec · c7 bílý jezdec · h7 bílý střelec · c5 černý pěšec · h5 bílý dáma · c4 černý pěšec · f4 černý král · f3 bílý pěšec · e2 bílý pěšec · g2 bílý král · h2 bílý věž · c1 bílý jezdec · f1 bílý věž · g1 bílý střelec | d8 černý střelec · e8 černý věž · f8 černý věž · g8 černý střelec · c7 bílý jezdec · h7 bílý střelec · c5 černý pěšec · h5 bílý dáma · c4 černý pěšec · f4 černý král · f3 bílý pěšec · e2 bílý pěšec · g2 bílý král · h2 bílý věž · c1 bílý jezdec · f1 bílý věž · g1 bílý střelec | 1 |
|   | a | b | c | d | e | f | g | h |   |

Bílý táhne a dá druhým tahem mat
Na diagramu vpravo je zobrazen problém s přímým matem, sestavený Thomasem Tavernerem roku 1881. Úvodník je 1. Vh1. Tento tah je obtížné nalézt, protože soupeři ničím přímo nehrozí – místo toho ho dostává do tzv. zugzwangu, tj. situace, v níž je každý tah špatný. Pokud se černý bude bránit např. 1. … Sxh7, přestane si chránit pole d5 a bílý mu dá mat 2. Jd5#. Pokud zahraje 1. … Ve5, zablokuje svému králi toto únikové pole a umožní bílému dát mat 2. Dg4#. Pokud by nemusel táhnout, bílý by neměl šanci ho druhým tahem jakkoliv ohrozit – to však pravidla neumožňují.
Při řešení problému je potřeba si všimnout, že již v původní pozici je černý takřka v zugzwangu. Pokud by černý měl hrát jako první, jediné tahy, které by nevedly k okamžitému matu, by byly Ve3 nebo Sg5. Oba však blokují černému králi jedno únikové pole, a odstraněním věže z h2 bílý může z tohoto pole dát mat jinou figurou: 1. … Ve3 2. Sh2# nebo 1. … Sg5 2. Dh2#.
Rozestavení, v němž dvě věže na sousedících polích jsou po stranách doplněny párem střelců, zde ilustruje dopad vzájemného křížení figur. Uvažme například, co se stane, když černý zahraje 1. … Sf7. Bílý mu dá mat 2. Df5#, což je tah umožněný pouze tím, že se černý střelec postavil do cesty černé věži, která původně pole f5 ohrožovala. Podobně po 1. … Vf7 přestane černý střelec ohrožovat pole d5, takže bílý dá mat 2. Jd5#. Podobná vzájemná křížení dvou kamenů na jednom poli jsou známá jako téma Grimshaw.

## Zkratky
Z důvodů úspory místa, ale také snazšího mezinárodního dorozumění, se v publikacích věnujících se kompozičnímu šachu používají k vyjádření výzvy šachového problému různé zkratky. Nejběžnější jsou:
- „#“ – mat;
- „=“ – pat (někdy též „p“, z identického francouzského slova);
- „h“ – pomocný mat (z anglického helpmate);
- „s“ – samomat (z anglického selfmate);
- „r“ – reflexní mat (z anglického reflexmate);
- „ser–“ – sériovotahový (z anglického series).

Například „#3“ znamená „mat třetím tahem“, zatímco „ser–h=14“ znamená sériovotahový pomocný pat ve 14 tazích (tj. černý udělá 14 tahů v řadě a následně bílý udělá jediný tah a dostane černého do patu)
V šachových studiích se také používají symboly „+“ nebo „=“ k vyjádření výzev „Bílý na tahu zvítězí“ nebo „Bílý na tahu remizuje“.

## Turnaje
Ve skladbě i v řešení šachových problémů se pořádají různé turnaje.

### Kompoziční turnaje
Kompoziční turnaje mohou být formální nebo neformální. Při formálních turnajích, které se často pořádají v upomínku určité události nebo osoby, nemohou být soutěžní problémy publikovány dříve, než je ohodnotí rozhodčí. Neformální turnaje často pořádají šachová periodika a běžně do nich zařazují problémy, které publikovala v průběhu roku. World Chess Composing Tournament je známým formálním turnajem národních týmů, pořádaným Stálou komisí pro šachovou kompozici Mezinárodní šachové federace (FIDE).
Turnaje bývají často orientovány na určitý žánr nebo problém (např. dvoutažky, mnohotažky, pomocné maty apod.) a mohou obsahovat i další omezení (např. problémy patrolového šachu, problémy s tzv. Lačného tématem, problémy s méně než devíti kameny apod.)

### Řešitelské turnaje
Některé řešitelské turnaje probíhají korespondenčně, to znamená, že účastníci zasílají svá řešení poštou nebo e-mailem. Tyto turnaje často obsahují úlohy, které se předtím účastnily neformálního kompozičního turnaje. U korespondenčních turnajů není možné eliminovat použití počítačů.
Při jiných řešitelských turnajích musí být všichni účastníci přítomni v určitý čas na určitém místě. Doba k řešení úloh je omezená a není dovoleno používat jiné pomůcky než šachovou sadu. Nejvýznamnějším turnajem tohoto typu je World Chess Solving Championship, opět pořádaný Stálou komisí FIDE pro kompoziční šach.
U obou typů turnajů se za každý vyřešený problém uděluje určený počet bodů, často s dalšími body navíc za nalezení nezamýšlených řešení nebo správné odhalení nemožnosti řešení. Nedokončená řešení bývají oceněna poměrnou částí možného celkového počtu bodů. Vítězem se stává řešitel s největším počtem dosažených bodů.

## Tituly
Podobně jako u běžných šachistů, uděluje FIDE prostřednictvím své Stálé komise pro šachovou kompozici zvláště uznávaným skladatelům a řešitelům šachových úloh a studií tituly mezinárodní velmistr, mezinárodní mistr a mistr FIDE. V kompozičním šachu se však neudělují žádné čistě ženské ekvivalenty těchto titulů.
Za kompozici byl titul mezinárodní mistr poprvé udělen roku 1959. V následujících letech byl tento titul udělován na základě počtu úloh nebo studií, které skladatel publikoval v Albech FIDE, což jsou sbírky nejlepších úloh a studií zkomponovaných v daném tříletém období a vybrané rozhodčími jmenovanými organizací FIDE. Roku 1972 byl poprvé udělen titul mezinárodní velmistr a roku 1990 byl poprvé udělen titul mistr FIDE.
Při posuzování nároku na tituly má každá úloha publikovaná v albu hodnotu 1 bodu a každá studie hodnotu 1 2/3 bodu. U společných skladeb se počet bodů dělí počtem skladatelů. K titulu mistra FIDE musí skladatel získat 12 bodů, mezinárodního mistra 25 bodů a mezinárodního velmistra 70 bodů.
První řešitelé získali tituly mezinárodní velmistr a mezinárodní mistr roku 1982, titul mistr FIDE následoval roku 1997. Mezinárodním velmistrem nebo mistrem se šachový řešitel může stát pouze účastí na mistrovství World Chess Solving Championship. Velmistr musí alespoň třikrát v průběhu 10 za sebou následujících mistrovství získat nejméně 90 procent bodů vítěze a při všech těchto třech příležitostech skončit mezi prvními 10 nejúspěšnějšími řešiteli. Mezinárodní mistr musí alespoň dvakrát v průběhu 5 za sebou následujících mistrovství získat 80 procent bodů vítěze a při obou těchto příležitostech skončit mezi 15 nejúspěšnějšími řešiteli, nebo na jednom mistrovství získat stejný počet bodů jako vítěz. Titul mistr FIDE může řešitel získat buď účastí na mistrovství nebo na jiném turnaji oficiálně uznávaném Stálou komisí pro šachovou kompozici. K zisku titulu musí řešitel dvakrát dosáhnout 75 procent bodů vítěze a při obou příležitostech se umístit mezi nejlepšími 40 procenty řešitelů.